# 173
173 је била проста година.

## Догађаји
- Гнеј Клаудије Север и Тиберије Клаудије Помпејан постају римски конзули.
- Преузимањем контроле над Источним царством, Авидије Касије, гувернер Сирије, гуши побуну пастира познату као Дионисове мистерије.

## Рођења
- Максимин Трачанин или Максимин I,  римски цар од 235. до 238.